# Gonzalo Abrego
Gonzalo Damián Abrego (Maipú, 8 gennaio 2000) è un calciatore argentino, centrocampista del Godoy Cruz.

## Caratteristiche tecniche
È un mediano.

## Carriera
Cresciuto nel settore giovanile del Godoy Cruz, debutta in prima squadra il 29 novembre 2020 in occasione dell'incontro di Copa Diego Armando Maradona pareggiato 0-0 contro il Banfield.
L'11 agosto 2023 viene acquistato in prestito dalla Cremonese, club di Serie B. Otto giorni dopo esordisce con i grigiorossi giocando da titolare la partita interna contro il Catanzaro, pareggiata per 0-0. Il 27 gennaio 2024 segna la sua prima rete, decidendo la partita interna contro il Brescia.

## Statistiche

### Presenze e reti nei club
Statistiche aggiornate al 5 marzo 2024.
| Stagione          | Squadra           | Campionato        | Campionato | Campionato | Coppe nazionali | Coppe nazionali | Coppe nazionali | Coppe continentali | Coppe continentali | Coppe continentali | Altre coppe | Altre coppe | Altre coppe | Totale | Totale |
| Stagione          | Squadra           | Comp              | Pres       | Reti       | Comp            | Pres            | Reti            | Comp               | Pres               | Reti               | Comp        | Pres        | Reti        | Pres   | Reti   |
| ----------------- | ----------------- | ----------------- | ---------- | ---------- | --------------- | --------------- | --------------- | ------------------ | ------------------ | ------------------ | ----------- | ----------- | ----------- | ------ | ------ |
| 2020              | Godoy Cruz        |                   | -          | -          | CM+CdL          | 2+2             | 0               |                    | -                  | -                  |             | -           | -           | 4      | 0      |
| 2021              | Godoy Cruz        | PD                | 21         | 1          | CA+CdL          | 4+13            | 0               |                    | -                  | -                  |             | -           | -           | 38     | 1      |
| 2022              | Godoy Cruz        | PD                | 24         | 2          | CA+CdL          | 3+14            | 0               |                    | -                  | -                  |             | -           | -           | 41     | 2      |
| gen.-lug. 2023    | Godoy Cruz        | PD                | 26         | 3          | CA+CdL          | 2+0             | 0               |                    | -                  | -                  |             | -           | -           | 28     | 3      |
| Totale Godoy Cruz | Totale Godoy Cruz | Totale Godoy Cruz | 71         | 6          |                 | 40              | 0               |                    | -                  | -                  |             | -           | -           | 111    | 6      |
| 2023-2024         | Cremonese         | B                 | 18         | 1          | CI              | 2               | 0               | -                  | -                  | -                  | -           | -           | -           | 20     | 1      |
| Totale carriera   | Totale carriera   | Totale carriera   | 89         | 7          |                 | 42              | 0               |                    | -                  | -                  |             | -           | -           | 131    | 7      |